# Parastacus manezinho
Parastacus manezinho (лат.) — вид десятиногих пресноводных раков рода Parastacus из семейства Parastacidae (Decapoda). Бразилия. Название создано на основе регионального выражения «manezinho», типичного для штата Санта-Катарина, которым в народе называют уроженцев Флорианополиса.

## Распространение и экология
Неотропика: Бразилия (штат Санта-Катарина, Флорианополис). Среда обитания: торфяные болота. Ходы и норы неглубокие из-за затопления почвы зимой и осенью. Летом и весной глубина норы достигает 1 м; норы простые, без орнаментации, с выходом-кратером высотой до 5 см.

## Описание
Мелкие ракообразные (около 5 см). Рострум треугольный, вершина U-образная, заканчивается нисходящим шипом. Запястный шип присутствует на хелипедах. Дорсальная поверхность лопасти хелипед (palm) с тремя рядами бугорков. Антеннулы: внутренняя вентральная граница базальной части без шипа. Антенны: загнутые назад достигают S2; кокса с заметным килем и одним тупым шипом над нефропором; базис не вооружён. Мандибула: цефалический молярный отросток моляривидный, каудальный молярный отросток односуставчатый с одним цефалодистальным отростком. Резцовая доля с девятью зубцами. Третий зубец от переднего края является самым крупным. карапакс и брюшко без шипов и бугорков. Третий максиллипед с мезиальной половиной вентральной поверхности щитика с сетчатой пунктировкой. Рострум, передние и боковые части цефалоторакса и дорсальный плеон красновато-коричневые до тёмно-красных. Переиоподы 2—5 пар красновато-коричневые.